# نمنیکوچه
نمنیکوچه (به صربی: Nemenikuće) یک منطقهٔ مسکونی در صربستان است که در Sopot واقع شده‌است. نمنیکوچه ۱٬۹۹۲ نفر جمعیت دارد.